# Gmach PKO w Krakowie
Gmach dawnej Pocztowej Kasy Oszczędności – zabytkowy budynek banku znajdujący się w Krakowie w dzielnicy I przy ulicy Wielopole 19–21, przy zbiegu z ulicą Józefa Dietla 86–90, na Wesołej.

## Historia
Budynek wzniesiono na trójkątnej parceli ograniczonej od północy i południowego zachodu ulicą Wielopole, a od południowego wschodu ulicą Józefa Dietla (tzw. „Planty Dietlowskie”). Na posesji tej dawniej znajdowały się obiekty cyrkowe, w których to w 1907 roku otwarto pierwsze stałe kino w Krakowie o nazwie „Cyrk Edison”. Z początkiem XX wieku owa działka była brana pod uwagę jako jedna z kilku pod lokalizację gmachu Teatru Ludowego, który ostatecznie nie został zrealizowany w epoce.
W 1921 roku rozpisano konkurs na siedzibę Pocztowej Kasy Oszczędności. Zwycięskim okazał się projekt autorstwa Jana Zawiejskiego i Romana Stadnickiego. Nie spotkał się on jednak z aprobatą inwestora, więc sporządzenie projektu gmachu powierzono Adolfowi Szyszko-Bohuszowi. Zaprosił on do współpracy dwóch swoich studentów z wydziału architektury Akademii Sztuk Pięknych: Andrzeja Tichego, który wykonał projekt fasady, i Bogdana Tretera – projektanta dekoracji wnętrz. Prace budowlane ruszyły w 1922 roku, obiekt ukończono w 1925 roku.
W czasach II wojny światowej i okupacji hitlerowskiej w gmachu mieścił się oddział Deutsche Post Osten – Poczty Niemieckiej Wschód. Po II wojnie światowej, w maju 1945 roku budynek decyzją komendanta wojskowego miasta Krakowa został zaadaptowany na szpital dla rannych. W kwietniu 1947 roku gmach wrócił pod zarząd PKO.
W 2015 roku gmach został wystawiony na sprzedaż. W 2017 roku budynek został kupiony przez firmę J.W. Construction z zamiarem przekształcenia powierzchni w gmachu na cele hotelowe z garażem podziemnym dostępnym za pomocą windy samochodowej oraz tarasem na dachu.
2 stycznia 1968 budynek został wpisany do rejestru zabytków. Znajduje się także w gminnej ewidencji zabytków.

## Architektura
Budynek został wzniesiony w architektonicznym stylu klasycyzmu akademickiego, popularnego wśród realizacji z lat 20. XX wieku, zwłaszcza w przypadku siedzib instytucji rządowych i państwowych. Gmach został zbudowany w oparciu o nowoczesną konstrukcję żelbetową. Posiada trzy skrzydła, w planie tworzące trójkąt, przy czym skrzydła położone wzdłuż rozwidlającej się ulicy Wielopole zostały połączone łącznikiem w połowie ich długości. Taki plan obiektu tworzy dwa niewielkie dziedzińce wewnętrzne.
Monumentalność gmachu podkreśla elewacja, ozdobiona szeregiem półkolumn w wielkim porządku kompozytowym. Kolumny podtrzymują znacznie wysunięty poza obrys elewacji gzyms. Cały gmach ponadto wieńczy attyka. Charakterystycznym elementem elewacji jest zaokrąglony narożnik od strony ulicy Wielopole, gdzie znajduje się wejście główne, ponad którym usytuowane są wysokie, prostokątne okna doświetlające salę operacyjną. Pozostałe narożniki zostały zaakcentowane niewyróżniającymi znacznie się z elewacji ryzalitami.
Przez wejście główne przechodzi się do okrągłej sieni, posiadającej sklepienie wsparte na kanelowanych kolumnach oraz kamienną, wielobarwną posadzkę z gwiazdą pośrodku. Następnie wznosi się reprezentacyjna główna klatka schodowa o biegach rozdzielających się na półpiętrach, ozdobiona tralkową balustradą. Przestrzeń klatki schodowej zdobią kolumny o kapitelach z motywem wolich oczu. Boczne klatki schodowe posiadają kształt trójkątny. Najważniejszym i najbardziej reprezentacyjnym pomieszczeniem jest umieszczona na pierwszym piętrze okrągła główna sala operacyjna banku. Sala posiada posadzkę o romboidalnym, sieciowym układzie, oraz nakryta jest kopułą z okulusem pośrodku. Ściany ponadto są przyozdobione motywem rzeźbionych girland. Dookoła sali znajdują się efektowne kasy. Atmosfera owego wnętrza bywa porównywana z atmosferą wnętrza rzymskiego Panteonu. Wszystkie wspomniane, reprezentacyjne wnętrza wykonane zostały z wykorzystaniem marmuru oraz dekoracji stiukowych. Pozostałą część powierzchni w budynku zajmowały przeważnie mieszkania dla pracowników, usytuowane szczególnie w skrzydle od strony ulicy Dietla. Te jednak jeszcze w okresie międzywojennym zaczęto przekształcać na biura.
Gmach uchodzi za jeden z najlepszych przykładów klasycyzmu akademickiego w Krakowie jak i w Polsce. Z początku został również wysoko oceniony przez środowiska architektoniczne. Jak pisał o nim Władysław Ekielski: „czysta, wspaniała sztuka dla sztuki”.

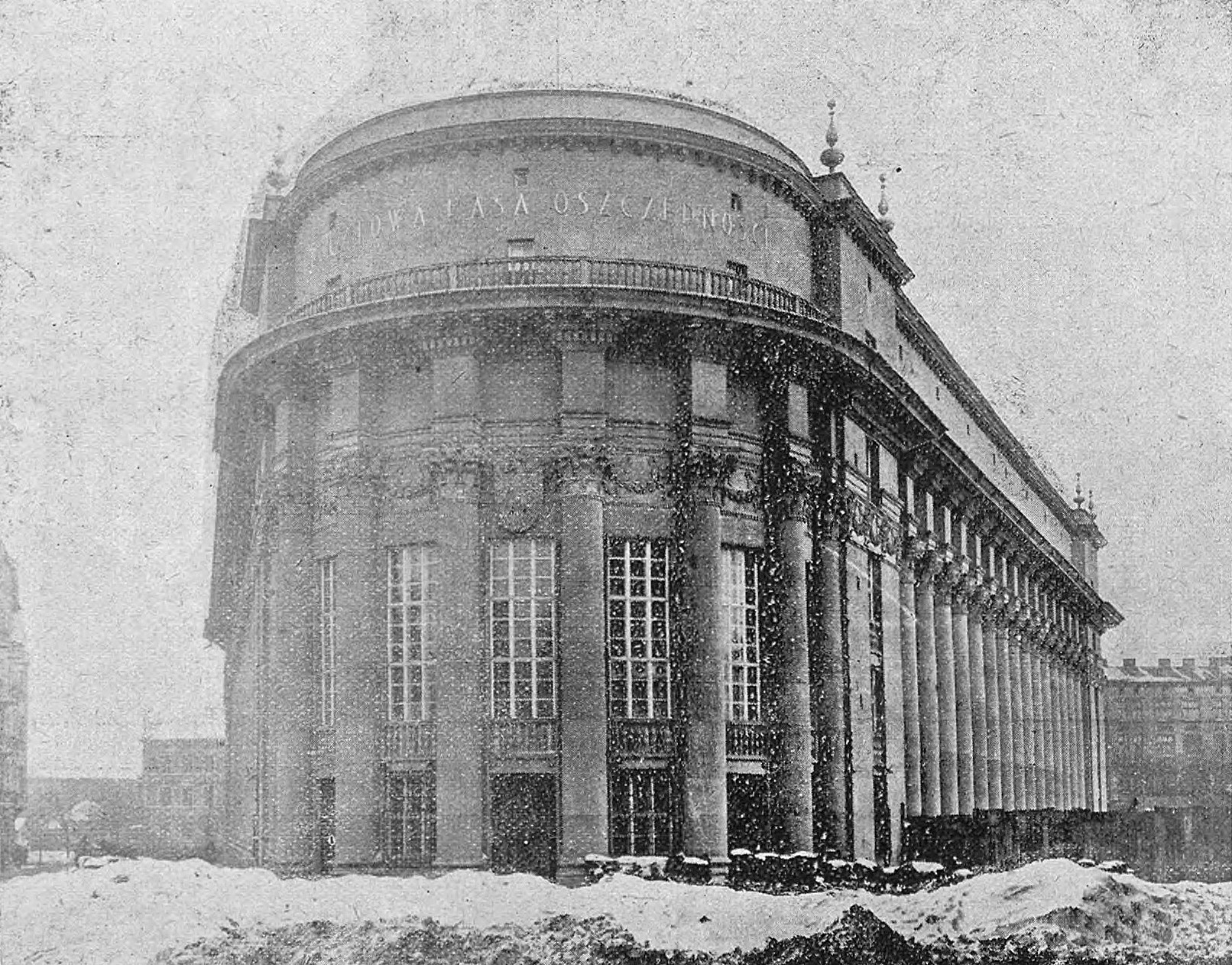
Gmach PKO w 1924
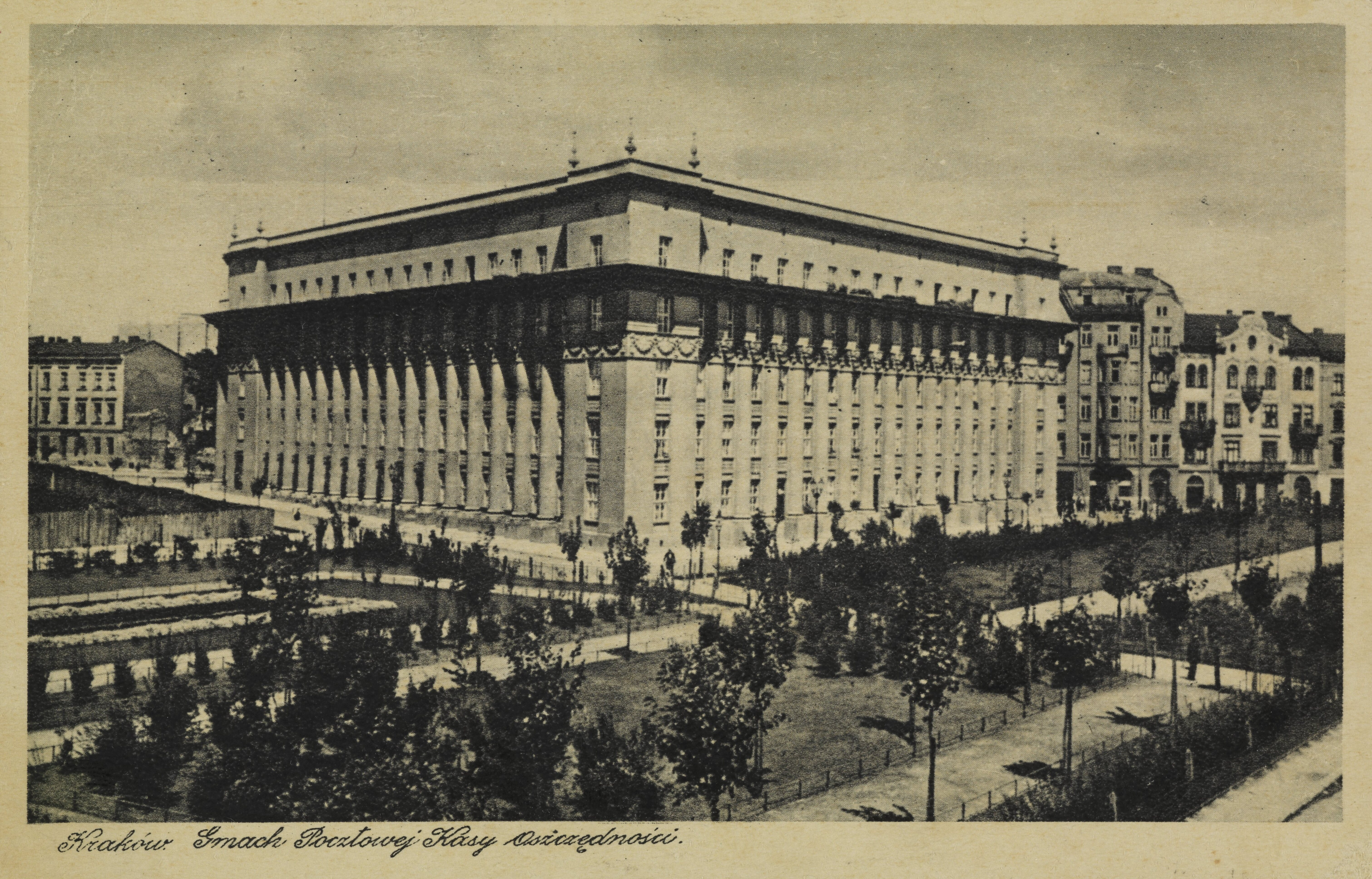
Gmach Pocztowej Kasy Oszczędności, lata 30. XX wieku
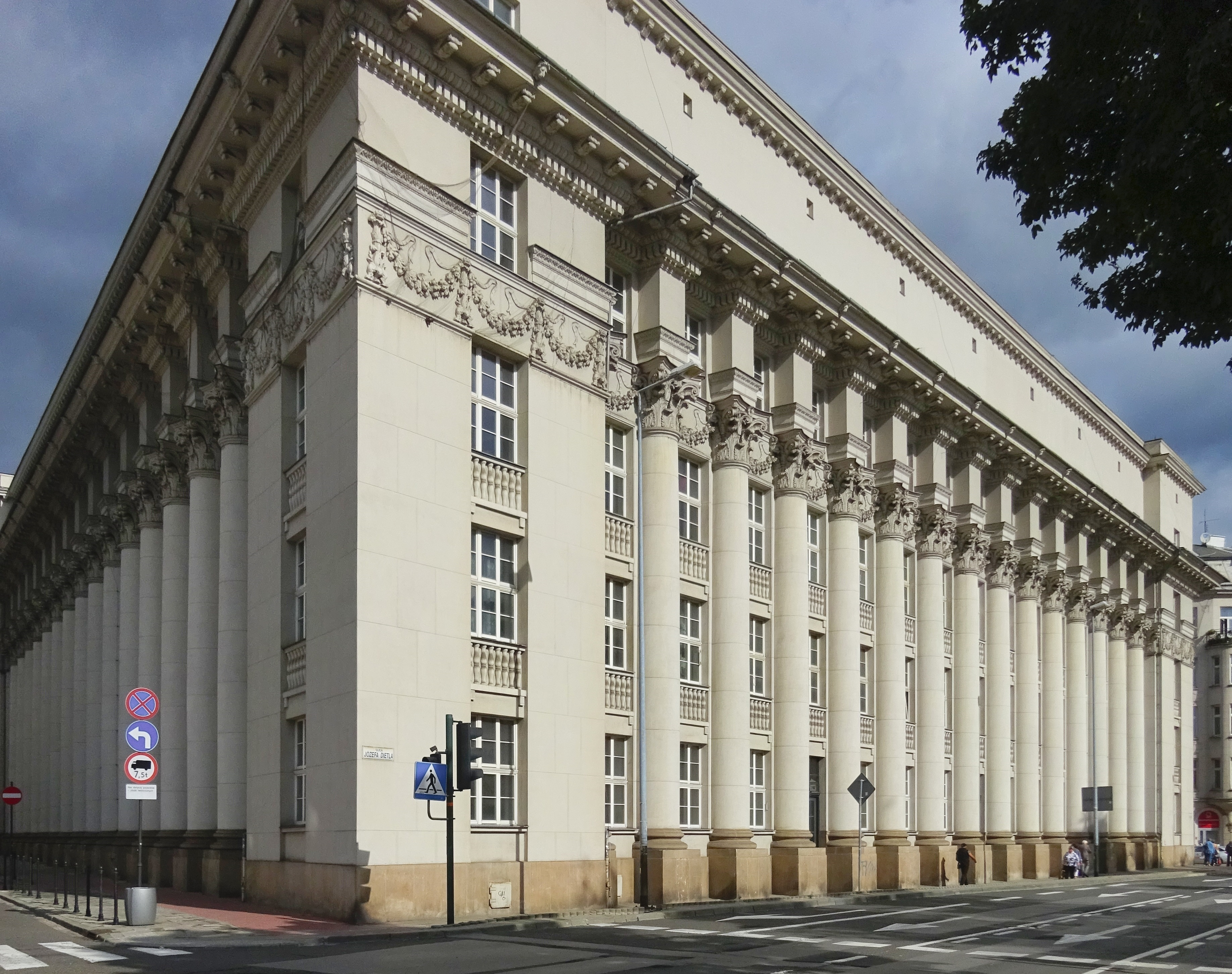
Elewacja gmachu od strony ulicy Józefa Dietla